# Otto Landsberg

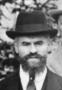
Otto Landsberg

Otto Landsberg (Rybnik, 4 december 1869 – Baarn, 9 december 1957), was een Duits sociaaldemocratisch politicus. Otto Landsberg was een zoon van een districts-arts. In 1887 promoveerde Landsberg in de rechten en was daarna referendaris in diverse Oost-Pruisische steden. In 1890 sloot hij zich aan bij de sociaaldemocratische SPD (Sozialdemokratische Partei Deutschlands). Hij behoorde tot de rechtervleugel van de SPD. In 1895 opende hij een advocatenpraktijk. Van 1903 tot 1909 was Landsberg wethouder van Maagdenburg. 
In 1912 werd hij in de Rijksdag gekozen. Hij raakte samen met andere leden van de rechtervleugel van de SPD in conflict met de fractie vanwege zijn openlijke steun aan de monarchie van keizer Wilhelm II. In 1914 stemde hij voor de oorlogskredieten en behoorde tijdens de Eerste Wereldoorlog bij de zogenoemde "sociale-patriotten," sociaaldemocraten die achter het regeringsbeleid stonden. Na het uittreden van de linkervleugel van de SPD uit de Rijksdag-fractie en de stichting van de USPD (Unabhängigen Sozialdemokratischen Partei Deutschlands), werd Landsbergs positie en dat van de rechtervleugel van de SPD sterker.
In oktober 1918 werd Landsberg in het partijbestuur van de SPD gekozen. Naast Friedrich Ebert en Philipp Scheidemann werd Otto Landsberg voor de SPD lid van de Raad van Volkscommissarissen (voorlopige regering van de Duitse republiek). Hij steunde het beleid van rijkskanselier Friedrich Ebert, dat er op gericht was de revolutie 'in goede banen' te leiden (dat wil zeggen de wind uit de zeilen te nemen van de onafhankelijke socialisten en de spartakisten).
Als lid van de Nationale Vergadering van de Weimarrepubliek werd Landsberg tot minister van Justitie gekozen in de regering van Philipp Scheidemann (1919). Landsberg maakte deel uit van de Duitse onderhandelingsdelegatie te Versailles. Als protest tegen de harde vredesvoorwaarden trad hij in juni 1919 af. Van 1920 tot 1923 was hij Duits gezant in Brussel. Van 1924 tot 1933 was hij lid van de Rijksdag en tevens advocaat. 
Na Hitlers machtsovername (1933) week Landsberg uit naar Tsjechoslowakije en ging van daar naar België en later naar Nederland. Hij overleed in 1957.